# Роберто Моліна (яхтсмен)
Роберто Моліна (ісп. Roberto Molina, 5 червня 1960) — іспанський яхтсмен.
Олімпійський чемпіон 1984 року в класі 470.